# Termas romanas de Maximinos
As Termas romanas de Maximinos, também  referidas como Alto da Cividade e Colina dos Maximinos, localizam-se em Cividade, na freguesia de Braga (Maximinos, Sé e Cividade), município de Braga, distrito do mesmo nome, em Portugal.
Encontram-se classificadas como Monumento Nacional desde 1986.

## História

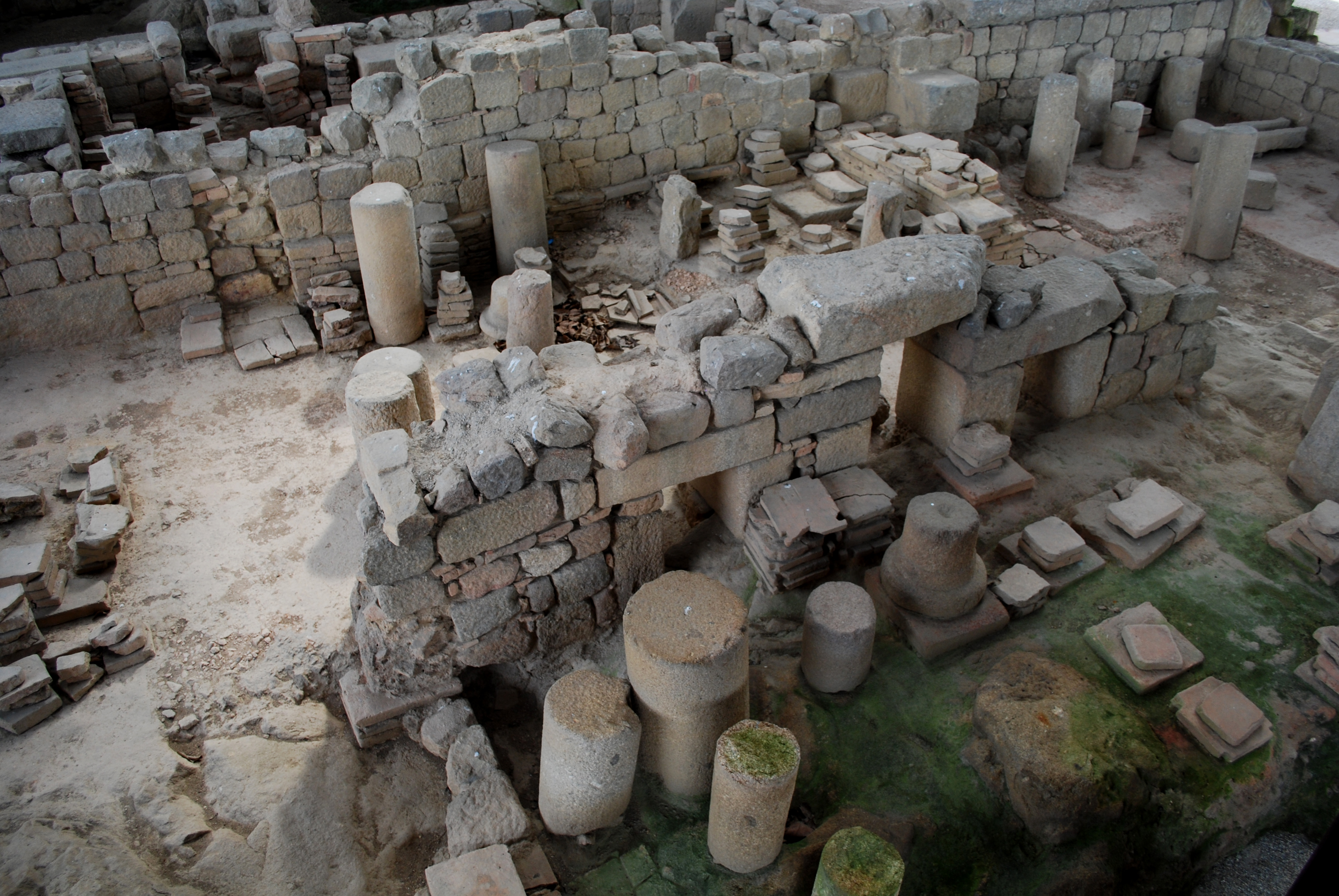
As colunas e compartimentos que sustentam as câmaras dos banhos termais

Em 1977, escavações arqueológicas no local puseram a descoberto as ruínas de umas termas públicas junto ao "Forum" da antiga cidade romana de "Bracara Augusta", situado, segundo a tradição, no atual Largo de Paulo Orósio.
Na antiga Roma as termas públicas eram vastos edifícios preparados para proporcionar aos habitantes ou visitantes da cidade a possibilidade de tomar o seu banho de acordo com as regras prescritas pela medicina da época. Segundo estas, o banhista devia começar por untar o corpo com óleos e praticar alguns exercícios de ginástica, desporto ou luta livre. Entrava depois numa sala muito aquecida, o sudatório, onde transpirava abundantemente. Passava então ao caldário, sala ainda aquecida, onde podia lavar-se e retirar os restos de óleo. Depois de uma curta passagem pelo tepidário, mergulhava na piscina do frigidário, cuja água gelada lhe revigorava o corpo, sendo em seguida massajado e untado de óleos aromáticos.

## Características
A área escavada das termas ocupa cerca de 850 metros quadrados. Estas termas eram, todavia, mais vastas, como se pode ver pela presença do hipocausto e piscina a sul, separados do restante corpo do edifício por um estreito corredor. De acordo com o espólio encontrado, terão sido construídas nos finais do século I (período flaviano), restando desta fase o testemunho das quatro salas quentes cujos hipocaustos se encontram relativamente bem conservados. Não se conseguiu ainda definir o seu circuito interno nem a função de alguns dos seus compartimentos anexos. Em finais do século IV e início do século seguinte, o edifício sofreu uma grande remodelação e a sua superfície foi muito reduzida.